# Blida (Liban)
Blida est une municipalité libanaise située dans le district de Marjayoun, Gouvernorat de Nabatieh. Elle s'élève à une altitude de 630 mètres du niveau de la mer et s'étend sur une surface de 13.3 km².

## Établissements scolaires
| Etablissements scolaires                          | Blida (2005-2006) | Liban (2005-2006) |
| ------------------------------------------------- | ----------------- | ----------------- |
| Nombre d'établissements scolaires                 | 2                 | 2788              |
| Etablissements scolaires publics                  | 2                 | 1763              |
| Etablissements scolaires privés                   | 0                 | 1025              |
| Elèves scolarisés dans les établissements publics | 200               | 439905            |
| Elèves scolarisés dans les établissements privés  | Non disponible    | 471409            |

## Lien Externe
- (ar + fr + en) Fiche de la Municipalité de Blida - Localiban